# المر گنتری (فیلم)
المر گنتری (انگلیسی: Elmer Gantry) فیلمی درام به کارگردانی ریچارد بروکس است که در سال ۱۹۶۰ منتشر شد. فیلم‌نامه این فیلم توسط ریجارد بروکس از رمانی به همین نام نوشته سینکلر لوئیس اقتباس شده است و بازیگرانی همچون برت لنکستر، جین سیمونز، آرتور کندی و شرلی جونز در آن به ایفای نقش پرداخته‌اند.

## بازیگران
- برت لنکستر
- جین سیمونز
- آرتور کندی
- شرلی جونز
- دین جاگر
- پتی پیج
- جان مک‌اینتایر
- ادوارد اندروز
- هیو مارلو
- رکس اینگرام

## اسکار
برنده
- جایزه اسکار بهترین بازیگر نقش اول مرد: برت لنکستر
- جایزه اسکار بهترین بازیگر نقش مکمل زن: شرلی جونز
- جایزه اسکار بهترین فیلم‌نامه اقتباسی: ریچارد بروکس

نامزد
- جایزه اسکار بهترین فیلم
- جایزه اسکار بهترین موسیقی فیلم: آندره پره‌وین